# Тороидальная система координат
Тороидальная система координат — ортогональная система координат в пространстве, координатными поверхностями которой являются торы, сферы и полуплоскости. Данная система координат может быть получена посредством вращения двумерной биполярной системы координат вокруг оси, равноудалённой от фокусов биполярной системы.

## Определение

### Связь сдекартовыми координатами
Тороидальная система координат {\displaystyle (\alpha ,\beta ,\varphi )} определяется посредством формул перехода из этих координат в декартовы координаты:
{\displaystyle x={\frac {c\,\mathrm {sh} \,\alpha \cos \varphi }{\mathrm {ch} \,\alpha -\cos \beta }}\quad \quad y={\frac {c\,\mathrm {sh} \,\alpha \sin \varphi }{\mathrm {ch} \,\alpha -\cos \beta }}\quad \quad z={\frac {c\sin \beta }{\mathrm {ch} \,\alpha -\cos \beta }}},
где {\displaystyle c>0} — масштабный множитель и радиус окружности {\displaystyle x^{2}+y^{2}=c^{2},z=0} в которую вырождается тороидальная координатная поверхность {\displaystyle \alpha =\alpha _{0}=\mathrm {const} } при {\displaystyle \alpha _{0}\rightarrow \infty }. Пределы изменения координаты {\displaystyle 0\leqslant \alpha <\infty }. Обращаясь в бесконечность на указанной окружности, она стремится к нулю на бесконечности, а также в любой точке оси {\displaystyle x=0,\,y=0}. Две другие координаты являются циклическими с периодом {\displaystyle 2\pi }, например можно выбрать {\displaystyle -\pi <\beta \leqslant \pi ,-\pi <\varphi \leqslant \pi }

### Связь сцилиндрическими координатами
Формулы перехода из тороидальных координат {\displaystyle (\alpha (z,r),\beta (z,r),\varphi )} в цилиндрические координаты {\displaystyle (z,r,\varphi )}:
{\displaystyle r={\frac {c\,\mathrm {sh} \,\alpha }{\mathrm {ch} \,\alpha -\cos \beta }}\quad \quad z={\frac {c\sin \beta }{\mathrm {ch} \,\alpha -\cos \beta }}.}
Для обратного преобразования при известных цилиндрических координатах точки {\displaystyle (z,r,\varphi )} вычисляют значения {\displaystyle R_{\pm }={\sqrt {r^{2}+z^{2}\pm 2cr}}} — максимальное и минимальное расстояние от данной точки до окружности {\displaystyle r=c,\,z=0}, через которые затем выражаются
{\displaystyle \kappa ^{2}(\alpha )=1-e^{-2\alpha }={\frac {4rc}{R_{+}^{2}}},\qquad \kappa ^{\prime }=e^{-\alpha }={\frac {R_{-}}{R_{+}}},\qquad \sin \beta ={\frac {2zc}{R_{-}R_{+}}}}

### Альтернативное определение
В русскоязычной литературе тороидальными могут называться и более простые координаты {\displaystyle (\rho ,\beta ,\varphi )}, такие, что:
{\displaystyle z=\rho \,\mathrm {sin} \,\beta \quad r=c+\rho \,\mathrm {cos} \,\beta }
(в англоязычной литературе такие координаты называют англ. tubal, а не англ. toroidal). В этом случае циклические координаты {\displaystyle \beta ,\,\varphi } называют полоидальным и тороидальным углами соответственно. В приложении к расчётам тородальных плазменных конфигураций, таких как токамак, помимо этих терминов ещё используется термин „магнитная ось“ для окружности {\displaystyle r=c,\,z=0}, на которой {\displaystyle \rho =0}. Вблизи магнитной оси координаты {\displaystyle \beta } для обеих систем приближенно совпадают, а координаты {\displaystyle \rho \equiv R_{-}} и {\displaystyle u} связываются между собой 
соотношением: {\displaystyle 2\kappa ^{\prime }(u)\approx \rho /c}. Могут также вводиться криволинейные потоковые координаты, в которых координатными поверхностями являются топологически тороидальные магнитные поверхности (на которых давление
плазмы постоянно, а нормальная компонента магнитного поля равна нулю. В этом случае являющаяся аналогом переменных {\displaystyle \alpha } или {\displaystyle \rho } „потоковая“ координата служит только „меткой“ магнитной поверхности и её числовое значение несущественно.

## Свойства

### Координатные поверхности
{\displaystyle \alpha =\mathrm {const} } — торы
{\displaystyle ({\sqrt {x^{2}+y^{2}}}-c\,\mathrm {cth} \,\alpha )^{2}+z^{2}=\left({\frac {c}{\mathrm {sh} \,\alpha }}\right)^{2}},
{\displaystyle \beta =\mathrm {const} } — сферы
{\displaystyle (z-c\,\mathrm {ctg} \,\beta )^{2}+x^{2}+y^{2}=\left({\frac {c}{\sin \beta }}\right)^{2}},
{\displaystyle \varphi =\mathrm {const} } — полуплоскости
{\displaystyle {\frac {x}{\cos \varphi }}={\frac {y}{\sin \varphi }}}.

### Дифференциальные характеристики
- Метрический тензор в тороидальных координатах имеет вид:

{\displaystyle g_{ij}={\begin{pmatrix}{\frac {c^{2}}{(\mathrm {ch} \,\alpha -\cos \beta )^{2}}}&0&0\\0&{\frac {c^{2}}{(\mathrm {ch} \,\alpha -\cos \beta )^{2}}}&0\\0&0&{\frac {c^{2}\mathrm {sh} ^{2}\alpha }{(\mathrm {ch} \,\alpha -\cos \beta )^{2}}}\end{pmatrix}},\quad g^{ij}={\begin{pmatrix}{\frac {(\mathrm {ch} \,\alpha -\cos \beta )^{2}}{c^{2}}}&0&0\\0&{\frac {(\mathrm {ch} \,\alpha -\cos \beta )^{2}}{c^{2}}}&0\\0&0&{\frac {(\mathrm {ch} \,\alpha -\cos \beta )^{2}}{c^{2}\,\mathrm {sh} ^{2}\,\alpha }}\end{pmatrix}}.}
Он является диагональным, так как тороидальная система координат является ортогональной.
- Квадрат линейного элемента:

{\displaystyle ds^{2}={\frac {c^{2}}{(\mathrm {ch} \,\alpha -\cos \beta )^{2}}}(d\alpha ^{2}+d\beta ^{2}+\mathrm {sh} ^{2}\alpha \,d\varphi ^{2})}.
- Квадрат элемента площади:

{\displaystyle dS^{2}={\frac {c^{4}}{(\mathrm {ch} \,\alpha -\cos \beta )^{4}}}((d\alpha \,d\beta )^{2}+\mathrm {sh} ^{2}\alpha (d\alpha \,d\varphi )^{2}+\mathrm {sh} ^{2}\alpha (d\beta \,d\varphi )^{2})}.
- Элемент объёма:

{\displaystyle dV={\frac {c^{3}\mathrm {sh} \,\alpha }{(\mathrm {ch} \,\alpha -\cos \beta )^{3}}}d\alpha \,d\beta \,d\varphi }.
- Коэффициенты Ламе:

{\displaystyle h_{\alpha }=h_{\beta }={\frac {c}{\mathrm {ch} \,\alpha -\cos \beta }},\quad h_{\varphi }={\frac {c\,\mathrm {sh} \,\alpha }{\mathrm {ch} \,\alpha -\cos \beta }}}.
- Якобиан:

{\displaystyle {\frac {\partial (x,y,z)}{\partial (\alpha ,\beta ,\varphi )}}={\frac {c^{3}\mathrm {sh} \,\alpha }{(\mathrm {ch} \,\alpha -\cos \beta )^{3}}}}.
- Символы Кристоффеля второго рода:

{\displaystyle \Gamma _{ij}^{1}={\begin{pmatrix}0&-{\frac {\sin \beta }{\mathrm {ch} \,\alpha -\cos \beta }}&0\\-{\frac {\sin \beta }{\mathrm {ch} \,\alpha -\cos \beta }}&{\frac {\mathrm {sh} \,\alpha }{\mathrm {ch} \,\alpha -\cos \beta }}&0\\0&0&{\frac {\mathrm {sh} \,\alpha (\mathrm {ch} \,\alpha \cos \beta -1)}{\mathrm {ch} \,\alpha -\cos \beta }}\end{pmatrix}},}
{\displaystyle \Gamma _{ij}^{2}={\begin{pmatrix}{\frac {\sin \beta }{\mathrm {ch} \,\alpha -\cos \beta }}&-{\frac {\mathrm {sh} \,\alpha }{\mathrm {ch} \,\alpha -\cos \beta }}&0\\-{\frac {\mathrm {sh} \,\alpha }{\mathrm {ch} \,\alpha -\cos \beta }}&0&0\\0&0&{\frac {\mathrm {sh} ^{2}\alpha \sin \beta }{\mathrm {ch} \,\alpha -\cos \beta }}\end{pmatrix}},}
{\displaystyle \Gamma _{ij}^{3}={\begin{pmatrix}0&0&-{\frac {1}{(\mathrm {ch} \,\alpha -\cos \beta )\mathrm {sh} ^{2}\alpha }}\\0&0&-{\frac {\sin \beta }{\mathrm {ch} \,\alpha -\cos \beta }}\\-{\frac {1}{(\mathrm {ch} \,\alpha -\cos \beta )\mathrm {sh} ^{2}\alpha }}&-{\frac {\sin \beta }{\mathrm {ch} \,\alpha -\cos \beta }}&0\end{pmatrix}}.}

## Вид дифференциальных операторов в тороидальных координатах
- Градиент скалярной функции в тороидальных координатах задается следующим выражением:

{\displaystyle \operatorname {grad} \,U(\alpha ,\;\beta ,\;\varphi )={\frac {\mathrm {ch} \,\alpha -\cos \beta }{c}}\left({\frac {\partial U}{\partial \alpha }}{\vec {e}}_{\alpha }+{\frac {\partial U}{\partial \beta }}{\vec {e}}_{\beta }+{\frac {1}{\mathrm {sh} \,\alpha }}{\frac {\partial U}{\partial \varphi }}{\vec {e}}_{\varphi }\right).}
- Дивергенция векторного поля:

{\displaystyle \ \operatorname {div} \mathbf {F} ={\frac {(\mathrm {ch} \,\alpha -\cos \beta )^{2}}{c^{2}\,\mathrm {sh} \,\alpha }}\left({\frac {\partial F_{\alpha }}{\partial \alpha }}+{\frac {\partial F_{\beta }}{\partial \beta }}+\,\mathrm {sh} \,\alpha {\frac {\partial F_{\varphi }}{\partial \varphi }}\right)-{\frac {\mathrm {ch} \,\alpha -\cos \beta }{c^{2}\,\mathrm {sh} \,\alpha }}(F_{\alpha }\,\mathrm {sh} \,\alpha -F_{\beta }\sin \beta )}
- Оператор Лапласа:

{\displaystyle \Delta u={\frac {(\mathrm {ch} \,\alpha -\cos \beta )^{3}}{c^{2}\,\mathrm {sh} \,\alpha }}\left({\frac {\partial }{\partial \alpha }}\left({\frac {\,\mathrm {sh} \,\alpha }{\mathrm {ch} \,\alpha -\cos \beta }}{\frac {\partial u}{\partial \alpha }}\right)+{\frac {\partial }{\partial \beta }}\left({\frac {\,\mathrm {sh} \,\alpha }{\mathrm {ch} \,\alpha -\cos \beta }}{\frac {\partial u}{\partial \beta }}\right)+{\frac {1}{(\mathrm {ch} \,\alpha -\cos \beta )\,\mathrm {sh} \,\alpha }}{\frac {\partial ^{2}u}{\partial \varphi ^{2}}}\right)}

## Дифференциальные уравнения в тороидальных координатах
Уравнение Лапласа в тороидальных координатах имеет вид:
{\displaystyle \left({\frac {\partial }{\partial \alpha }}\left({\frac {\,\mathrm {sh} \,\alpha }{\mathrm {ch} \,\alpha -\cos \beta }}{\frac {\partial u}{\partial \alpha }}\right)+{\frac {\partial }{\partial \beta }}\left({\frac {\,\mathrm {sh} \,\alpha }{\mathrm {ch} \,\alpha -\cos \beta }}{\frac {\partial u}{\partial \beta }}\right)+{\frac {1}{(\mathrm {ch} \,\alpha -\cos \beta )\,\mathrm {sh} \,\alpha }}{\frac {\partial ^{2}u}{\partial \varphi ^{2}}}\right)=0}
Решение удобно искать в виде:
{\displaystyle u=v{\sqrt {2\mathrm {ch} \alpha -2\cos \beta }}},
тогда уравнение для функции {\displaystyle v}:
{\displaystyle v_{\alpha \alpha }+v_{\beta \beta }+v_{\alpha }\mathrm {cth} \,\alpha +{\frac {1}{4}}v+{\frac {1}{\mathrm {sh} ^{2}\alpha }}v_{\varphi \varphi }=0}.
После чего можно разделить переменные:
{\displaystyle v=A(\alpha )B(\beta )\Phi (\varphi )}.
В результате получится система:
{\displaystyle {\begin{cases}A''+\,\mathrm {cth} \,\alpha \,A'+\left({\frac {1}{4}}-{\frac {k_{\varphi }^{2}}{\mathrm {sh} ^{2}\alpha }}-k_{\beta }^{2}\right)A=0\\B''+k_{\beta }^{2}B=0\\\Phi ''+k_{\varphi }^{2}\Phi =0\end{cases}}}
В случае уравнения Гельмгольца в тороидальных координатах переменные не делятся.